# Nižněnovgorodská oblast
Nižněnovgorodská oblast (rusky Нижегородская область, Nižegorodskaja oblasť) je jednou z oblastí Ruské federace. Nachází se v Povolží ve střední části evropské poloviny země; její hlavní město Nižnij Novgorod je zároveň sídlem Povolžského federálního okruhu. Na 76 900 km² (z toho 1,2 % vody) zde žije přibližně 3,04 milionu obyvatel – průměrná hustota sídlení je tak 39,5 os./km², což je v rámci Ruska poměrně vysoké číslo. Oblastí prochází Transsibiřská magistrála spojující Moskvu a Vladivostok; tradičními dopravními tepnami jsou také velké řeky Volha a Oka.

## Historie
Nižněnovgorodská oblast vznikla 14. ledna 1929. Již 15. července 1929 byla přejmenována na Nižněgorodský kraj (kdy byla připojena Čuvašská ASSR, Votská AO a Marijská AO) a 7. října 1932 na Gorkovský kraj. 5. prosince byly z kraje vyčleněny Čuvašská ASSR a Marijská ASSR a z kraje se stala Gorkovská oblast. Po rozpad SSSR byl 22. října 1990 oblasti navrácen původní název.

## Oblastní symboly

### Vlajka
Vlajka Nižněnovgorodské oblasti je tvořena bílým listem o poměru stran 2:3 se znakem oblasti ve středu vlajky. Šířka znaku je rovná ⅖ délky listu.

## Geografie

### Větší města
- Nižnij Novgorod (1 286 000 obyv., 5. největší město v Rusku)
- Dzeržinsk (255 700)
- Arzamas (107 600)
- Sarov (88 000)
- Bor (78 500)
- Kstovo (66 100)
- Pavlovo (63 200)
- Vyksa (59 600)
- Balachna (55 700)